# Masacre de Camargo
La Masacre de Camargo ocurrió en el municipio de Camargo del estado mexicano de Tamaulipas, al norte del país, con frontera con Estados Unidos. En estos eventos fueron asesinados y calcinados 17 migrantes guatemaltecos, procedentes de Comitancillo y San Marcos,al igual que dos mexicanos, los cuales fueron encontrados por las autoridades el 22 de enero de 2021.

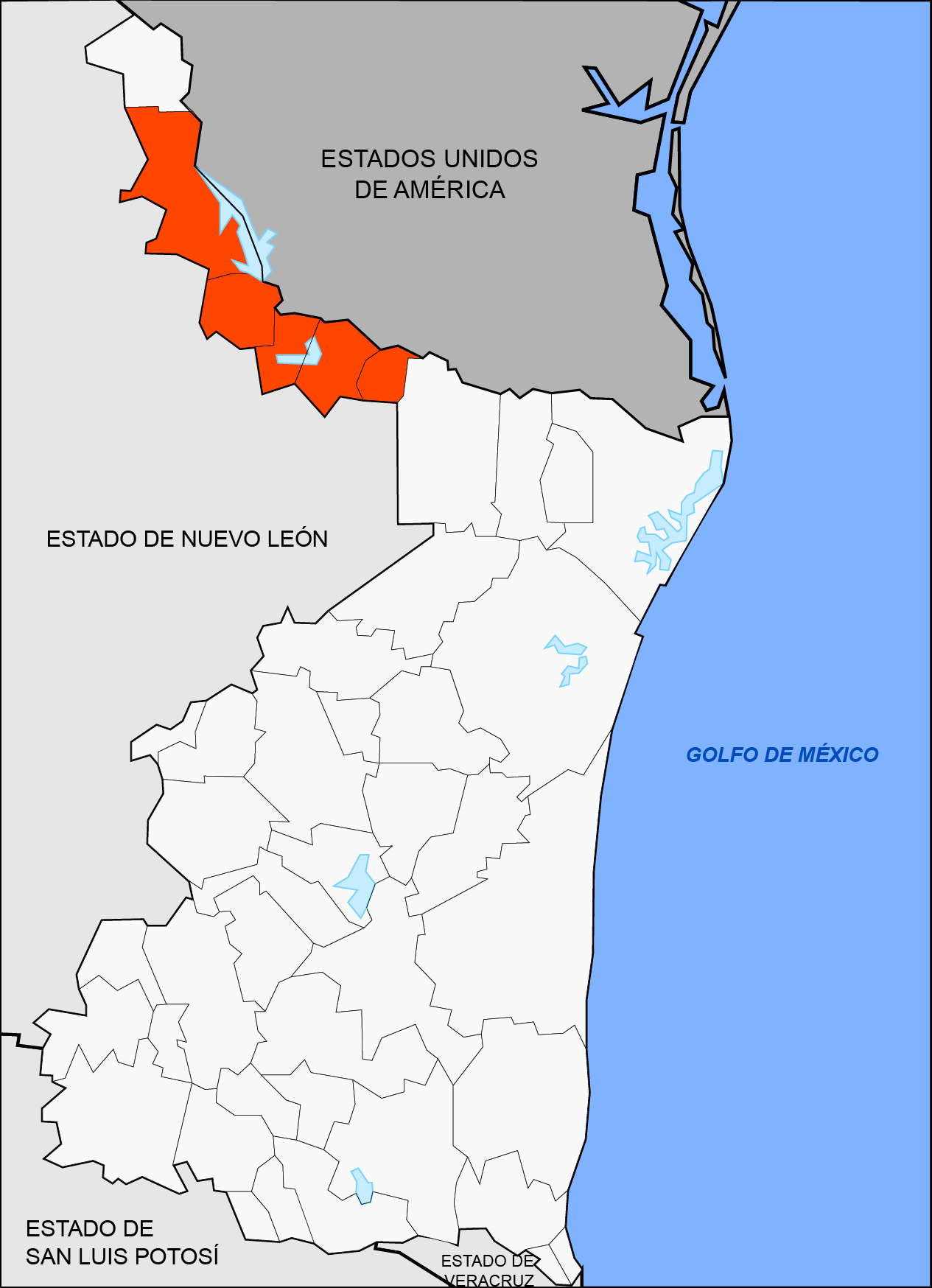
Frontera chica de Tamaulipas

## Contexto histórico
El municipio de Camargo, al ser un cruce de drogas y migrantes rumbo a Estados Unidos, es escenario de enfrentamientos entre varios cárteles de la droga. Se cree que Camargo es parte del territorio del Cartel del Golfo, en conflicto con el Cartel del Noreste, una rama del antiguo cartel de Los Zetas. El municipio se ubica en la “Frontera chica”, región que se extiende hasta la frontera con Texas, conformada por los municipios de Nueva Ciudad Guerrero, Mier, Miguel Alemán, Camargo y Gustavo Díaz Ordaz.
Entre 2009 y 2010, la región conformada por los municipios de Matamoros, Reynosa, Miguel Alemán y Camargo fue escenario de enfrentamientos entre el Cartel del Golfo, Los Zetas y el Cártel de los Beltrán Leyva. En dos meses fueron ejecutadas 50 personas. En abril de 2010 se ubicó un campamento de Los Zetas en Camargo.
Un informe del Sistema Nacional de Seguridad Pública (SNSP), publicado en enero de 2011, indica que Camargo es un municipio peligroso para los migrantes. En junio de 2011, cuatro narco-tanques del Cartel del Golfo fueron destruidos por el ejército mexicano en Camargo.
El 26 de marzo de 2015, se produjeron una serie de enfrentamientos en Tamaulipas, en particular en Camargo, donde resultaron muertas 25 personas.

## La masacre
El 12 de enero de 2021, según Héctor López Ramírez, alcalde de Comitancillo, poco más de una treintena de migrantes partieron rumbo a México. Llegaron a Nuevo León unos 10 días después, donde tomaron la carretera al Río Bravo en tres autos, para llegar a Estados Unidos. Según los informes, uno de los coches tuvo un problema técnico en el camino. Fue en este punto que el resto del grupo de migrantes habría escuchado disparos. Las familias que permanecieron en Guatemala perdieron contacto con ellos el 21 de enero.
El 22 de enero, 19 cuerpos calcinados fueron encontrados en un vehículo en una carretera en Santa Anita, en el municipio de Camargo, a una distancia de 69 km de la frontera de Estados Unidos, a 1 hora con 20 minutos de la ciudad estadounidense de Rio Grande City. Entre ellos, al menos 16 hombres y una mujer. Las víctimas presentaban impactos de bala, al igual que el vehículo (113 impactos).
El 23 de enero, el traficante (coyote) a cargo del grupo migrante agredido llamó a las familias de los migrantes desde Estados Unidos, para informarles del ataque y la llegada a Estados Unidos de los demás migrantes.

## Víctimas
Las víctimas eran migrantes guatemaltecos y mexicanos que intentaban llegar a Texas y se dirigían al Río Bravo. Familiares de los migrantes del departamento de San Marcos en Guatemala hicieron altares, convencidos de que los cadáveres encontrados eran de sus seres queridos, aunque hasta el 31 de enero de 2021 la Fiscalía de Tamaulipas no había dado a conocer los nombres de las víctimas identificadas.
Hasta el 30 de enero, la Fiscalía General de Justicia de Tamaulipas había identificado a dos guatemaltecos y dos mexicanos de entre las víctimas.
Las Fiscalía de Tamaulipas identificó a tres hombres guatemaltecos entre las víctimas: Adán Coronado Marroquín, Édgar López y Ribaldo Danilo Jiménez Ramírez. Esto fue informado el 5 de febrero de 2021.
Para el 7 de febrero, la Fiscalía reportó la identificación de 16 de las 19 víctimas, correspondientes a 14 guatemaltecos y dos mexicanos.

## Posibles responsables
El 2 de febrero de 2021, fueron detenidos 12 policías estatales, por su posible participación en el asesinato de los 19 migrantes. Irving Barrios Mojica, titular de la Fiscalía General de Justicia de Tamaulipas, señaló que fueron acusados de "homicidio calificado, abuso de autoridad, desempeño de funciones administrativas y falsedad en informes dados a la autoridad". Los policías acusados, 11 hombres y una mujer, son Mayra Elizabeth “V”, Jorge Alfredo “C”, Williams “F”, Édgar Manuel “A”, Horacio “R”, Carlos “R”, Jorge “C”, José Luis “L”, Héctor Javier “A”, Christian Eduardo “G”, Ismael “V” y Horacio “Q”. La primera audiencia fue realizada a puerta cerrada, por las medidas sanitarias derivadas de la pandemia de COVID-19, en el juzgado de control del penal de Victoria. El juez permitió una ampliación del plazo para realizar la lectura de las acusación y presentación de las pruebas por parte de la Secretaría de Seguridad Pública y la FGJ.
La Fiscalía de Tamaulipas señaló que los elementos de la policía estatal detenidos, pertenecen al Grupo de Operaciones Especiales (GOPES). También se señaló que hay indicios de que alteraron la escena del crimen para que pareciera un enfrentamiento. GOPES cambió de nombre en agosto de 2020; ya que antes era conocido como Centro de Análisis, Inteligencia y Estudios de Tamaulipas. El cambio de nombre se realizó para limpiar su imagen, pues ya se había vinculado a desapariciones forzadas, robos, asesinatos y abusos de autoridad.
Periodistas de Animal Político le pidieron al Instituto Nacional de Migración los expedientes de ocho servidores públicos que fueron expulsados y posiblemente involucrados en la investigación. Sin embargo, la INM reservó la información del caso por cinco años, argumentando que se encontraba en proceso de investigación dentro de la Fiscalía General del Estado, la Fiscalía General de la República y el Órgano de Control del mismo INM.
En enero de 2022, autoridades de Guatemala detuvieron a una banda de tratantes de personas, los cuales presuntamente trasladaron a los migrantes que fueron asesinados en Camargo. La banda se denomina Los Coronado-Miranda, y está conformada por 10 personas; entre ellas Ramiro Coronado Pérez, exalcalde de Comitancillo.

## Reacciones
Después de los hechos, organizaciones como la Dimensión de la Pastoral de Movilidad Humana de la Conferencia del Episcopado Mexicano, la Fundación para la Justicia y el Estado Democrático de Derecho, el Instituto de las Mujeres para la Migración (IMUMI) y el albergue de La 72, solicitaron al gobierno federal que realice las investigaciones para dar con los responsables. Señalaron que las medidas represivas y de persecución en contra de los migrantes son las causantes de este tipo de tragedias, pues les orilla a tomar rutas peligrosas, que los ponen en la mira de los grupos delictivos.

Asimismo, señalaron que la impunidad ha sido la constante en otros casos de masacres y crímenes cometidos en contra de migrantes, como las sucedidas en Cadereyta, Nuevo León; y en San Fernando, Tamaulipas.
La tolerancia a estos aberrantes crímenes demuestran la nula protección de la población migrante en México, los riesgos y la vulnerabilidad extrema en la que se encuentran frente a la crisis de la violencia, desapariciones y ejecuciones que imperan en el país y particularmente en estados fronterizos como Tamaulipas, donde grupos criminales ejercen el control territorial, ya que son rutas de tráfico de personas que les reportan múltiples ganancias.
La Oficina del Alto Comisionado de las Naciones Unidas para los Derechos Humanos en México señaló que esta tragedia se podía comparar con masacres previas en México, como la de San Fernando en 2010 y Cadereyta en 2012.
Verónica Juárez Piña, coordinadora del grupo parlamentario del PRD, señaló el 28 de enero de 2021 que la política migratoria debería apegarse estrictamente a la Ley de Migración para evitar nuevamente una tragedia como la de Camargo, y también indicó que existe una resistencia por parte del gobierno federal para aceptar que existe una crisis humanitaria en materia de migración, violencia, feminicidios, masacres, etc.
El 1 de febrero de 2021, Olga Sánchez Cordero, secretaria de gobernación, señaló que se investigarían a las autoridades del Instituto Nacional de Migración (INM) por su posible participación o responsabilidad, pues una de las camionetas encontradas en el sitio, ya había sido retenida previamente por autoridades del INM en Nuevo León.
El gobernador de Tamaulipas, Francisco García Cabeza de Vaca, señaló que no habría impunidad, y que su gobierno entregaría toda la información que tengan; esto en el contexto de los 12 policías estatales detenidos por su posible participación.